# Alicia Sánchez
Alicia Sánchez Araujo (Madrid, 27 de mayo de 1949) es una actriz española, directora escénica y profesora de interpretación. Con una formación y trayectoria teatral muy sólidas, conoció el éxito cinematográfico al protagonizar Furtivos, de José Luis Borau, en 1975.

## Biografía

### Inicios
Formada en el teatro independiente, fue miembro de base de grupos como Tábano, participando en montajes como la histórica Castañuela 70.

### Cine
Ha intervenido en películas como Furtivos (José Luis Borau, 1975), Con uñas y dientes (1978), Cinco tenedores (Fernando Fernán Gómez, 1979); Dulces horas (Carlos Saura, 1982); La muerte de Mikel (Imanol Uribe, 1984); La vida alegre (Fernando Colomo, 1987); Total (1983), El bosque animado (1987) y Así en el cielo como en la tierra (1996), de José Luis Cuerda; Barrio (Fernando León de Aranoa, 1998); Celos (Vicente Aranda, 1999) y Silencio roto (Montxo Armendáriz, 2001), entre otras.

### Teatro
Además de su larga andadura inicial en el teatro independiente, ha intervenido, entre otros montajes, en Samarkanda (1985), de Antonio Gala y Vidas privadas (2003), de Noël Coward. Así mismo ha sido directora de la compañía "Ménades y Sátiros", adaptando clásicos como Lisístrata (2001) o El gran inquisidor (2011), sobre un capítulo de Los hermanos Karamazov de Dostoyevski.

### Televisión
También ha aparecido regularmente en televisión: Cuentos imposibles (1984); Página de sucesos (1985-86); Las aventuras de Pepe Carvalho (1986); Clase media (1987); Cuéntame cómo pasó (2003-07); Hospital Central (2000-07), Doctor Mateo (2010) y Madres. Amor y vida (2020).

### Actividad docente
Profesora de la Especialidad de Interpretación en la ECAM (Escuela Oficial de Cinematografía y Audiovisual de Madrid) entre 1999 y 2001. También ha sido monitora de cursos de interpretación y teatro en verso en diferentes instituciones: Asociación de Actores de Aragón, Círculo de Bellas Artes de Madrid, Escuela Teatro del Mundo (de cuya compañía ha sido directora), Instituto del Teatro catalán; y en Cuba, en el Centro Cultural de San Antonio de Baños.

## Premios y candidaturas
Premios Goya
| Año  | Categoría                                | Película | Resultado |
| ---- | ---------------------------------------- | -------- | --------- |
| 1998 | Mejor interpretación femenina de reparto | Barrio   | Candidata |